# Omar Caetano
Pour les articles homonymes, voir Caetano.
Omar Caetano Otero (8 novembre 1938 – 2 juillet 2008) est un footballeur uruguayen.

## Carrière
Il joue la quasi-intégralité de sa carrière dans le club de Peñarol avec lequel il remporte 8 titres de champion d'Uruguay, 2 Copa Libertadores et 2 Coupe intercontinentale. Il joue également une saison en MLS aux New York Cosmos où il termine sa carrière.
Avec l'équipe nationale qu'il représente à 29 reprises, il participe à deux coupes du monde et remporte la Copa América 1967.

## Palmarès
- Vainqueur de la Copa América en 1967 avec l'équipe d'Uruguay
- Champion d'Uruguay en 1962, 1964, 1965, 1967, 1968, 1973, 1974, 1975 avec le CA Peñarol
- Vainqueur de la Copa Libertadores en 1961 et 1966 avec le CA Peñarol
- Vainqueur de la Coupe intercontinentale en 1961 et 1966 avec le CA Peñarol